# Tamotsu Suzuki
Tamotsu Suzuki (鈴木 保, 29 de abril de 1947) és un exfutbolista i entrenador japonès. Va dirigir la selecció femenina de futbol del Japó (1989-1996 i 1999).